# Ischyja manlioides
Ischyja manlioides là một loài bướm đêm trong họ Noctuidae.